# Jassargus paleaceus
Jassargus paleaceus är en insektsart som beskrevs av Sahlberg 1871. Jassargus paleaceus ingår i släktet Jassargus och familjen dvärgstritar. Inga underarter finns listade i Catalogue of Life.